# Promjenljiva zvijezda vrste RR Lire
Promjenljiva zvijezda vrste RR Lire, RR Lyrae promjenljiva (eng. RR Lyrae Variables, rus. переменная типа RR Лиры) je vrsta pulsirajuće promjenljive zvijezde.

## Osobine
Uglavnom su nazočne u kuglastim skupovima tj. u II. populaciji. Period promjenje sjaja traje od nekoliko sati do približno jednog dana (od 0,2 do 1,2 dana). Srednja apsolutna veličina je oko ništice. Amplituda promjenje bljeska je od 0,2m do 2m. Primjer ove skupine zvijezda je RR Lire. Tradicijski ove promjenljivice ponekad nazivaju kratkoperiodičnim cefeidama ili promjenljivih kuglastkim skupovima.
Podvrste ove skupine promjenljivih su:
- RRab
- RRc
- RR(B)